# Гензель, Вильгельм
Вильгельм Гензель (нем. Wilhelm Hensel; 6 июля 1794, Треббин — 26 ноября 1861, Берлин) — немецкий художник-портретист.

## Биография
Вильгельм Гензель родился в семье пастора. Младшая сестра Вильгельма Луиза Мария была успешной писательницей. В 1809 году в возрасте 15 лет Гензель приступил к занятиям в Берлинской архитектурной академии, но прервал обучение после нескольких семестров. В 1811 году перевёлся в Берлинскую академию художеств. Его преподаватель анатомии и перспективы Фриш посодействовал, что Гензель принял участие в ежегодной выставке в академии в следующем году, где работа Гензеля получила одобрение критиков и награду жюри.
Обучение Гензеля было прервано Наполеоновскими войнами. В 1813 году он записался добровольцем в армию. До 1815 года он участвовал в боевых действиях, в том числе в сражении при Баутцене и в Битве народов под Лейпцигом и получил несколько ранений. В 1813 и 1815 году Гензель входил с армией в Париж и присутствовал при подписании Второго Парижского мира. Время в Париже Гензель использовал для посещения музеев и изучения размещавшихся в них художественных ценностей.

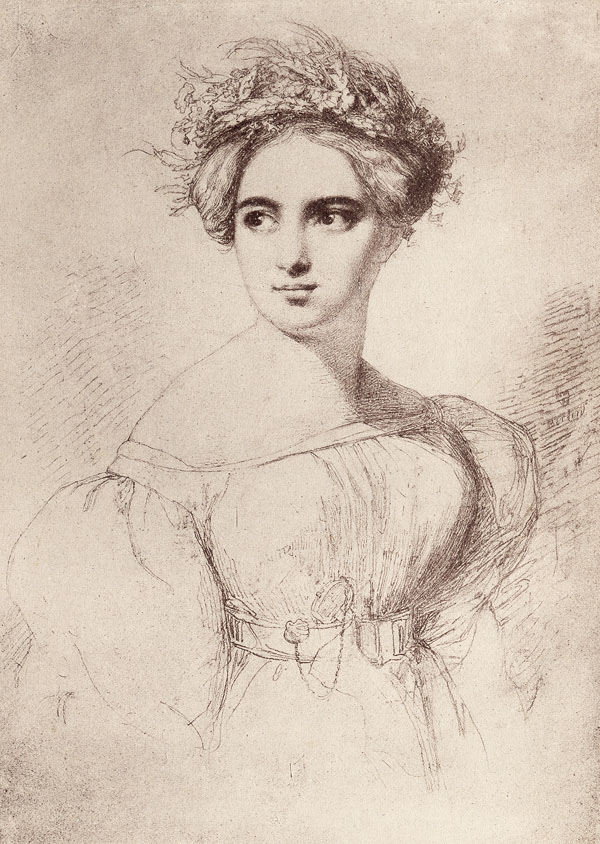
Портрет будущей супруги художника Фанни Мендельсон

Вернувшись в Берлин, Гензель получил признание как художник-портретист и вскоре стал бывать при дворе. В 1821 году он участвовал в подготовке к торжествам по случаю визита царя Александра I. Вдохновлённый стихотворением Томаса Мора «Лалла Рук», Гензель создал живые картины с действующими лицами из числа приглашённых гостей. В благодарность за имевшую успех постановку прусский король Фридрих Вильгельм III назначил Гензелю крупную стипендию на путешествия, что позволило Гензелю проживать в Риме в 1823—1828 годах. В вечном городе Гензель изучал творчество античных мастеров и проявил большой интерес к современному искусству. Гензель создал несколько копий творений Рафаэля.
Осенью 1828 года Гензель вернулся в Германию и обосновался свободным художником в Берлине. Он получал заказы от королевского двора, например, с Генрихом Делингом, Вильгельмом фон Шадовом и Кристианом Фридрихом Тиком он участвовал в оформлении залов берлинского драматического театра.

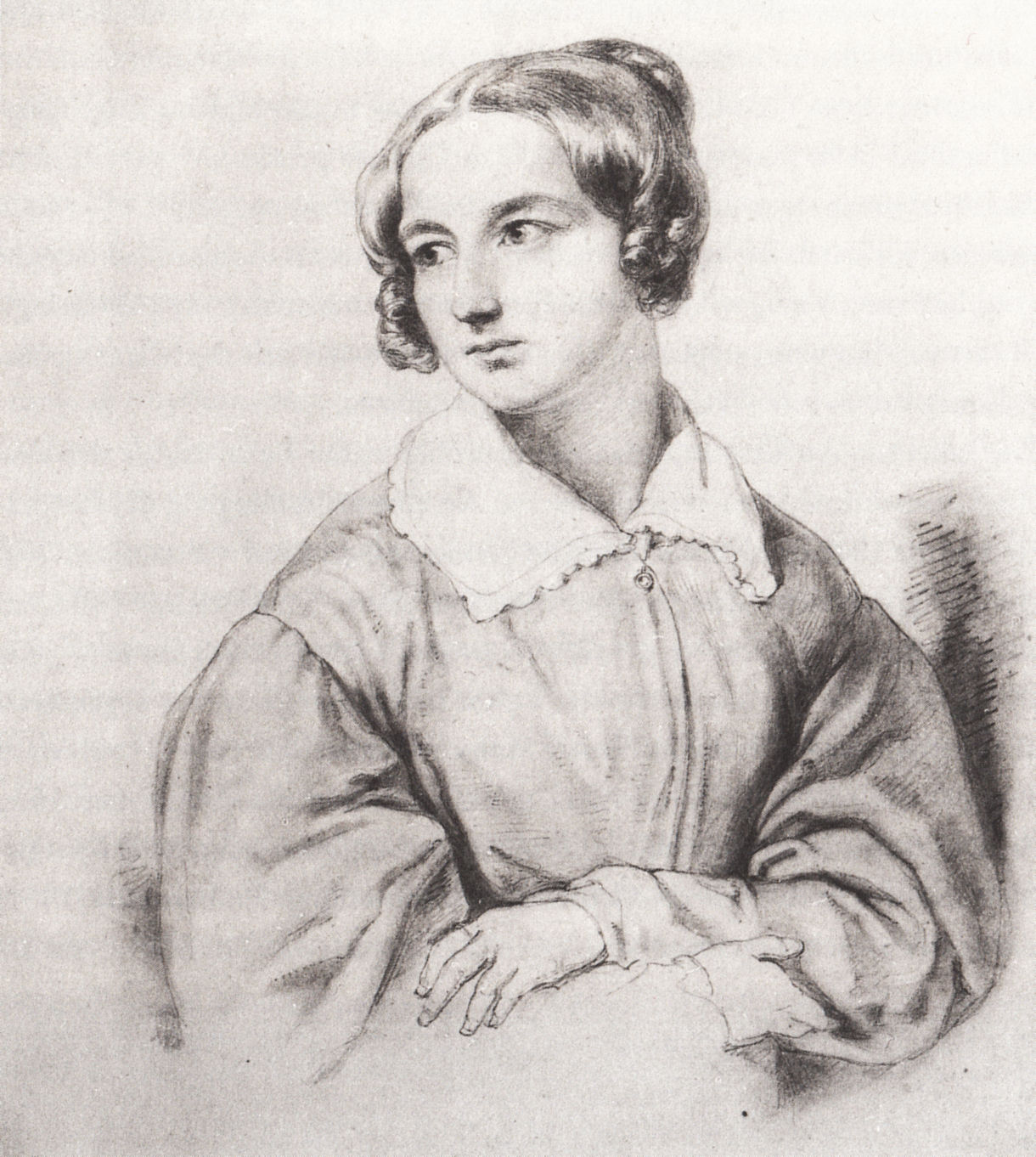
Портрет младшей сестры художника Луизы Марии Гензель

В январе 1829 года Гензель женился на Фанни Мендельсон-Бартольди, дочери банкира Абрахама Мендельсона-Бартольди и сестре композитора Феликса Мендельсона-Бартольди. У супругов родился сын Людвиг Феликс Себастьян. Гензель активно участвовал в культурной жизни Берлина и был вхож в два круга. На встречах у юриста Юлиуса Эдуарда Хитцига он познакомился с писателями Адельбертом фон Шамиссо, Гельминой фон Шези, Гофманом, Эрнстом фон Хоувальдом, Фридрихом де ла Моттом Фуке и пианистом и композитором Людвигом Бергером. В гостях у Фридриха Августа фон Штегемана он встречался с Клеменсом Брентано, Фердинандом фон Бюловом, братьями Эрнстом Людвигом и Людвигом Фридрихом Леопольдом фон Герлахами, Амалией фон Гельвиг, Максом фон Шенкедорфом и Вильгельмом Мюллером. В салоне семьи Штегеман Гензель бывал ещё с 1815 года и подружился с дочерью Штегемана Гедвигой, которая впоследствии также прославилась в Берлине как хозяйка литературного салона.
В 1829 году Гензель получил звание художника королевского двора и был избран в правление академии художеств.
Внуком его был математик Курт Гензель (1861—1941).